# Alan Bahia
Alan Pereira Costa, meglio noto come Alan Bahia (Itabuna, 14 gennaio 1983), è un ex calciatore brasiliano, di ruolo centrocampista.

## Carriera
Inizia la carriera nell'Atlético Paranaense, con cui vince il Campionato Paranaense del 2005. Nel 2009 viene prestato al sodalizio giapponese del Vissel Kōbe, ritornando alla squadra madre l'anno seguente. Dopo aver giocato alcuni incontri con l'Atlético, passa in prestito all'Al-Khor, sodalizio qatariota in cui milita sino al 2011. Nel 2011 passa in prestito al Goiás.
Nel 2012 torna a giocare nell'Atlético Paranaense, che lo cede in prestito all'América di Natal.
Successivamente gioca nelle leghe minori brasiliane.

## Palmarès

### Club

#### Competizioni statali
- Campionato Paranaense: 1

Atlético Paranaense: 2005